# Gunnar Christianson
Gunnar Adolf Christianson, född den 9 december 1904 i Kungsholms församling i Stockholm, död den 3 april 1988 i Oscars församling i Stockholm, var en svensk ämbetsman (bland annat generaldirektör).
Christianson tog studentexamen 1923, juris kandidat-examen vid Stockholms högskola 1930 och han gjorde tingstjänstgöring 1931–1933. Han tjänstgjorde 1934–1951 vid Försvarsdepartementet: som förste amanuens 1935–1942, tillförordnad kanslisekreterare 1941–1942, ordinarie kanslisekreterare 1942–1946, tillförordnat kansliråd 1943–1946, ordinarie kansliråd 1946–1951 och tillförordnad statssekreterare 1949–1951. Åren 1951–1963 var han generaldirektör och chef för Fortifikationsförvaltningen, men 1961–1963 var han tjänstledig med anledning av utredningsarbete i Försvarsdepartementet.
Gunnar Christianson invaldes 1958 som ledamot av Kungliga Krigsvetenskapsakademien.

## Utmärkelser
- Kommendör med stora korset av Nordstjärneorden, 6 juni 1964.[3]